# Polské Slezsko

Rozsah historického Slezska ve srovnání se současným Polskem (bíle). Bleděmodrá plocha označuje původní Slezsko v rámci Českých zemí, resp. habsburské monarchie, do roku 1740. Červená linie ohraničuje Slezsko v rámci Pruska v 19. století.

Polské Slezsko je část historického Slezska, která patří Polsku. Od roku 1945 se jedná o naprostou většinu Slezska kromě jižní okrajové části (patřící Česku) a nejzápadnějšího výběžku (ležícího v Německu). Tvoří jihozápadní část polského státu a administrativně je rozděleno mezi vojvodství Dolnoslezské, Opolské, většinu Slezského, část Lubušského a okrajovou část Velkopolského. Má rozlohu asi 40 tisíc km² a okolo 7 milionů obyvatel, patří v rámci Polska k hustěji zalidněným a bohatším oblastem.
Historicky zahrnuje východní část Těšínska, původně slezské Krosensko (v letech 1482–1945 součást Braniborska), a téměř celé bývalé Pruské Slezsko (pokud je chápeme v hranicích před rokem 1815, kdy k němu ještě nebyla připojena severní polovina Horní Lužice). Na západě hraničí s Německem (Sasko, Braniborsko, historicky Lužice), na jihozápadě s Českem (Čechy, České Slezsko, skrze Kladsko i s Moravou), v rámci Polska pak na severovýchodě s Velkopolskem a na východě s Malopolskem.

## Geografie
Polské Slezsko je tvořeno širokým úvalem řeky Odry, stoupajícím na jihozápadě do Sudetského pohoří. Nejvyšší horou polského (a celého) Slezska je Sněžka (1603 m n. m.). Hydrologickou osou je Odra s přítoky Olší, Kladskou Nisou, Bobrem a Lužickou Nisou.
Hlavními středisky jsou Vratislav (největší a historické hlavní město Slezska), Katovice a Opolí, dále Lehnice, Valbřich, Zelená Hora a v hornoslezské konurbaci Hlivice, Zabrze a další.
Dopravní osou Polského Slezska je dálnice A4 (E40), vedoucí celým regionem od Zhořelce přes Vratislav a Katovice do Malopolska.

## Dějiny

### Období 1918–1920
Po první světové válce 28. října 1918 obsadilo Polsko okrajová území Pruského Slezska (území jihozápadně od Bojanowa a Kaczkowo s okolím; a území západně od města Kepno s městy Bralin, Domaslów, Sosnie, Rychtal) - viz mapa 2 a začlenilo je do Poznaňského vojvodství.

### Období 1920–1938
27. července 1920 pak na základě dohody velvyslanců ve Spa získalo Polsko východní oblasti Těšínska o rozloze 1009 km². 20. října 1921 pak na základě výsledků plebiscitu odstoupilo Německo Polsku východní oblasti nedávno vytvořené pruské provincie Horní Slezsko (vznikla 14. října 1919 na území dosavadního Opolského vládního obvodu. Jednalo se o tyto okresy: Pless (celý), Kattowitz (celý), Rybnik (většina), Tarnowitz (většina), Lublinitz (většina), Ratibor (okrajové východní část), Gleiwitz (malé okrajové území na jihovýchodě), Beuthen (východní část).
Spojením východních oblastí Horního Slezska a Těšínska pak vzniklo Slezské vojvodství, které mělo širokou autonomii s vlastním parlamentem.

### Období 1938–1945
Po první vídeňské arbitráži pak Polsko získalo od Československa další část Těšínska s politickými okresy Fryštát a Český Těšín.
Po německém vpádu do Polska v září 1939 pak Německo obsadilo celou polskou část Slezska, přičemž na většině území dosavadního Slezského vojvodství byl vytvořen Katovický vládní obvod, který se stal součástí pruské provincie Horní Slezsko, zatímco poznaňská část Slezska se stala součástí říšské župy Povartí (něm. Reichsgau Wartheland / pol. Okręg Rzeszy Kraj Warty nebo něm. Warthegau / pol. Okręg Warcki).

### Období 1945–1955
Po porážce Německa v roce 1945 nastal, pokud se týče Těšínska, návrat ke stavu před mnichovskou dohodou, na ostatním území Slezska pak byl obnoven stav do roku 1937. Téměř celé Pruské Slezsko na východ od linie Odra-Nisa včetně Krosenska pak Sovětský svaz předal 2. srpna 1945 do správy Polsku a 26. prosince 1945 pak Polsko tato území anektovalo.
Polsko pak v roce 1946 na území zhruba odpovídajícím bývalému Slezském vojvodství a dosavadní pruské provincie Horní Slezsko vytvořilo vojvodství Katowickie (v roce 1949 přejmenováno na Śląsk = Slezské) s hlavním městem Katovicemi (malá část území se stala součástí vojvodství Łódź), zatímco na zbytku dosavadního Pruského Slezska, polské části Horní Lužice a jižní části polské Dolní Lužice vytvořilo vojvodství Śląsk Dolny (v roce 1949 přejmenováno na Wrocław = Vratislavské) s hlavním městem Vratislaví. Krosensko a severní část polské Dolní Lužice se stalo součástí Poznaňského vojvodství. Poznaňská část Slezska byla nadále součástí Poznaňského vojvodství. Tato vojvodství pak existovala do roku 1955 kdy došlo ke správní reformě.

### Období 1955–1975
Při správní reformě v roce 1955 bylo od Vratislavského vojvodství odděleno území širšího okolí měst Zelená Hora, Głogów, Szprotawa a Nowa Sól, a spolu s Krosenskem, polskou částí Dolní Lužice, polskou částí Lubušska, Kostrzynem, Gorzówem Wielkopolskim, Świebodzinem a začleněno do vojvodství Zelenohorského. Město Vratislav získalo postavení odpovídající vojvodství. Od vojvodství Slezského bylo odděleno území s městy Brzeg a Namysłów, a začleněno do vojvodství Vratislavského. Zbytek dosavadního Slezského vojvodství byl rozdělen mezi nově vzniklá vojvodství Opolské a Katovické. Poznaňská část Slezska zůstala i nadále součástí Poznaňského vojvodství. Tento stav pak trval do 31. května 1975.

### Od 1. června 1975 do roku 1998
Od 1. června 1975 byla polská část historického Slezska přerozdělena mezi vojvodství Zelenohorské, Jeleníhorské, Vratislavské, Valbřišské, Lešněnské, Kališské, Lehnické, Opolské, Čenstochovské, Katovické a Bílské. Od vojvodství Zelenohorského bylo odděleno vojvodství Gorzovské, od Vratislavského vojvodství byla oddělena vojvodství Jeleníhorské, Valbřišské, Lehnické, Lešněnské a Kališské. Město Vratislav bylo znovuzačleněno do Vratislavského vojvodství. Od Katovického vojvodství pak bylo odděleno území pro nová vojvodství Čenstochovské a Bílské. Došlo rovněž k úpravám jižní hranice vojvodství Zelenohorského a hranice Opolského a Katovického vojvodství. V celém Polsku byly k tomuto datu až do 31. prosince 1998 zrušeny okresy (powiaty).

### Od roku 1998 do současnosti
V roce 1998 schválil polský parlament novou administrativní reformu, na jejímž základě bylo stávajících 49 vojvodství od 1. ledna 1999 rozděleno mezi 16 nových vojvodství, jejichž území se dále člení na 308 okresů (powiaty) a 65 městských okresů. Na území polské části Lužice a Slezska byla vytvořena vojvodství Dolnoslezské, Lubušské, Opolské, Slezské, malá část je také součástí vojvodství Velkopolského (území jihozápadně od Bojanowa, Kaczkowo s okolím, Rychtal, Bralin, Sosnie, Domaslów) a Malopolského viz mapa 1.